# Margareta Nilsson
Margareta Nilsson, född 1963, är en svensk kompositör, arrangör, pianist och sångare. Hon är utbildad vid Sundsgårdens folkhögskola och Musikhögskolan i Malmö.
1991 anställdes hon av Nils Poppe på Fredriksdalsteatern i Helsingborg och arbetar fortfarande kvar, numera hos Eva Rydberg, som kapellmästare och musikansvarig.
Margareta Nilsson har framträtt med många svenska artister, bland andra Carola (Vann Eurovision Song Contest 1991 med "Fångad av en stormvind"), Lill-Babs, Lasse Berghagen och med Kvinnaböske Band.
Margareta Nilsson var kapellmästare i SVT:s Rena Rama Sanningen med Harald Treutiger 1995–98 och 1996 komponerade hon musiken till SVT:s barnprogram 18 Karat och medverkade som "Fröken Nilsson".
Hon komponerade även musiken till SVT:s julkalender år 2000, Ronny och Julia. 2003 var hon kapellmästare på Malmö Opera och Musikteater i The Full Monty och 2008 komponerade hon musiken till Fredriksdalsteaterns uppsättning av Rabalder i Ramlösa.

## Priser och utmärkelser
- 2007 – Johnny Bode-stipendiet[5]